# Fernando de Guezala Igual
Fernando de Guezala Igual fou un militar i enginyer espanyol, governador civil d'Alacant durant el franquisme. Era originari de Santander i llicenciat en enginyeria de mines. Cunyat de Ramón Serrano Suñer, va lluitar en la guerra civil espanyola en l'Aviació Nacional. En acabar el conflicte, l'abril de 1939 fou nomenat pel seu cunyat governador civil d'Alacant, càrrec que va ocupar fins al maig de 1940, quan fou cessat per enfrontaments amb el cap local del Movimiento Nacional. Sembla que durant el seu mandat va mantenir bones relacions amb la classe benestant alacantina. Després fou cap de la Primera Regió d'Impostos Minaires.